# Priscilla Delgado

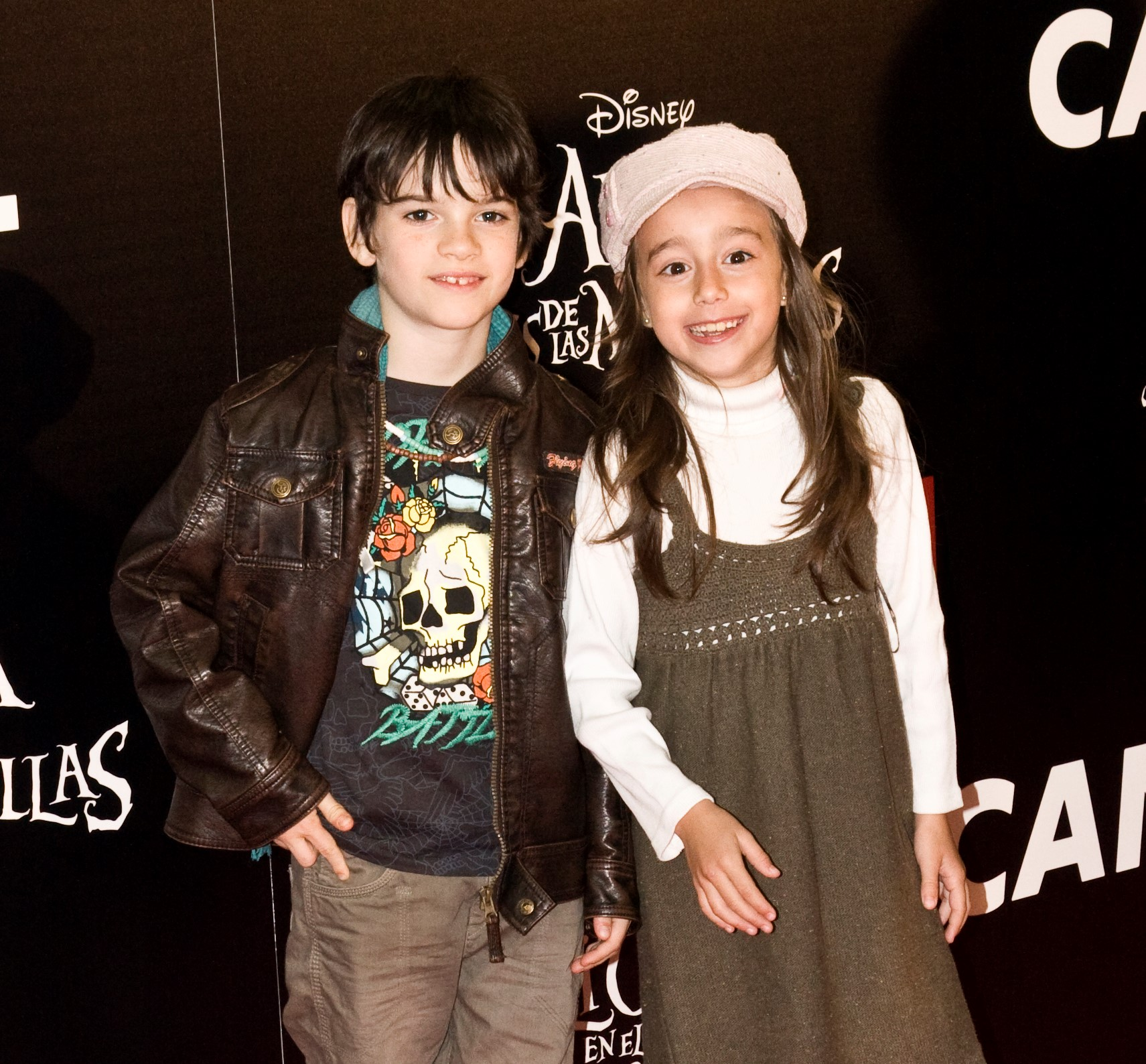
Priscilla Delgado amb Daniel Avilés

Priscilla Delgado va néixer el 31 de març del 2002, és una jove actriu espanyola.

## Biografia
Nascuda el 31 de març de 2002, ha debutat com a protagonista en televisió a la sèrie Los protegidos en el paper de la nena telèpata Lucía.
Ha participat en els llargmetratges El cònsol de Sodoma del director Sigfrid Monleón i en Amador del director Fernando León de Aranoa. També en sèries televisives com ara Los hombres de Paco, La chica de ayer i Cazadores de hombres. Ha protagonitzat spots publicitaris per Multiópticas, Chocolates Elgorriaga, Telepizza, o Comunidad de Castilla La Mancha, entre d'altres.

## Cinema
El 2009 va participar en “El cònsol de Sodoma”, interpretant de paper de la filla Bel (director Sigfrid Monélon), en la de “Zapatos” interpretant en personatge del'amiga Pedro (director Álvaro Aránguez), en la de “La autoridad” que fa el paper de la filla (director Xavi Sala), i en la de “Amador” interpretant a la filla Yolanda (director Fernando León de Araona)
El 2010 va participar en “El regalo” interpretant a Olivia (director Irlanda Tambascio Wayne)
El 2011 va participar en “Los muertos no se tocan, nene” interpretant a Lolin 
(director Jose Luis Garcia Sànchez)

## Televisió
El 2008 va participar en “MIR” i “El internado”. El 2009 va participar en els episodis 101, i 102 de “Los hombre de paco” fent el paper de Carla, també en “La chica de ayer” en els episodis 1 i 2, interpretant la Sonia petita i en la de “Cazadores los hombres” en l'episodi 6, interpretant Belinda Rapalino petita. El 2010 va començar en la sèrie “Los protegidos” interpretant Lucía Gil.